# Sousse Jawhara
Sousse Jawhara est une délégation tunisienne dépendant du gouvernorat de Sousse.
En 2004, elle compte 62 663 habitants dont 31 691 hommes et 30 972 femmes répartis dans 15 822 ménages et 19 738 logements.